# Whatuwhiwhi
Whatuwhiwhi est une localité de l’extrémité nord de la plage de «Tokerau Beach», sur la péninsule de Karikari (en) dans la région du Northland, dans l’Île du Nord de la Nouvelle-Zélande.

## Situation
Vers le sud, se trouve Doubtless Bay (en) ,.
La ville de Kaitaia est à environ 39 km au-delà.

## Géographie
Il y a à cet endroit : trois criques protégées, formées de sable
La natation est possible en sécurité, mais il n’y a pas de bon ancrage à cause de son exposition  aux vents de sud-est.

## Histoire
L’explorateur français Jean-François de Surville et son équipage dans le bateau nommé le «St Jean-Baptiste» furent les premiers européens à entrer dans «Doubtless Bay», juste  huit jours après que le capitaine James Cook passant au large, lui ai donné son nom.
Ils accostèrent au niveau du Pa de Rangiawhia, au nord-est de la localité de«Whatuwhiwhi», le 17 décembre 1769, et rassemblèrent du cresson et des plantes vertes prélevées sur la berge.
C'est ici le père Paul-Antoine Léonard de Villefeix (en) (chapelain du St Jean-Baptiste) conduisit la première cérémonie catholique des eaux de la Nouvelle-Zélande, quand il célébra la Messe de Noël de 1769.
Une tempête survenue le 27 décembre 1769 laissa en rade une partie des hommes sur la berge au niveau de Whatuwhiwhi, où ils furent traités avec hospitalité par les Māori locaux.
Au cours de la même tempête, le bateau tira sur son ancre, qui du être coupée.
Une des ancres est maintenant dans la collection du Musée de la Nouvelle-Zélande Te Papa Tongarewa à wellington.
L’embarcation secondaire du bateau de type Yawl, qui était en remorque, frappa les rochers et fut aussi séparée par rupture de l'amarre.
Après la tempête, la partie de l'équipage échouée sur la plage retourna sur le bateau le 31 décembre 1769, le yawl se retrouva échoué sur la plage de Tokerau, entouré par les Māori, et un détachement armé descendit à terre pour le récupérer.
Ils trouvèrent un groupe de Māori portant des lances et leur chef, Ranginui, s’approcha de Surville portant une branche de feuillage vert en signe de paix.
Mais De Surville arrêta Ranginui pour le vol de son bateau.
Son entourage brûla environ 30 huttes, détruisit un canoë remplit de filets et en confisqua un autre.
Ils ramenèrent Ranginui à leur bateau, où les membres de l’équipage, qui avaient été échoués sur la plage durant la tempête, l’identifièrent comme étant le chef, qui les avait accueilli de façon hospitalière.
Toutefois, De Surville était déterminé à le garder captif, et le «St Jean-Baptiste» prit la mer, le jour même pour le Perou avec le chef Ranginui à son bord.
Celui-ci mourut de scorbut, douze semaines plus tard.
Une plaque commémorant cette visite fut inaugurée à Whatuwhiwhi en 1969.
L’ancre abandonnée durant la tempête fut localisée et remontée avec difficultés par la communauté le 21 décembre 1974 ,,.

## Éducation
.

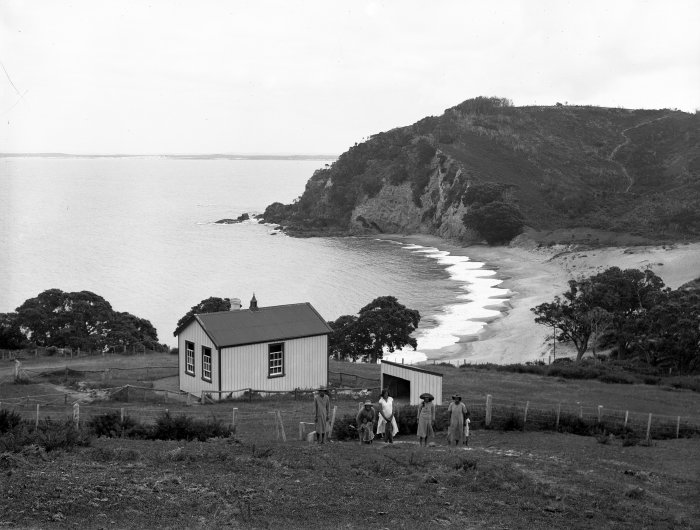
L'école native de Rangiawhia vers 1906

- L’école nommée ‘Rangiawhia Native School’ ouvrit dans Whatuwhiwhi le 27 janvier 1902. Wiremu Taua  en fut l'enseignant jusqu’en 1919.

Ce fut une expérimentation de faire diriger une «Native School» par une équipe Māori, et Taua fut le premier Māori à devenir directeur d’école.
L’école gagna une réputation d’excellence, et d’autres directeurs d’enseignements d’origine Māori furent appointés pour les écoles dit «natives schools».
L’école bénéficia d’un nouveau bâtiment en 1906.
L’effectif moyen était de 20 élèves,.
Elle n’est plus en fonctionnement actuellement.
- L’école « Te Kura Kaupapa Maori o Rangiawhia» était une école mixte assurant tout le primaire (allant de l’année 1 à 8 avec un taux de décile de 2[11]  qui assurait un enseignement entièrement en langue  Māori. Elle ferma à la fin de l’année 2016[12].